# Мартыненко, Владимир Никифорович
Влади́мир Ники́форович Марты́ненко (укр. Володимир Никифорович Мартиненко; 6 октября 1923, Горбулёв, Киевская губерния — 18 апреля 1988, Киев) — советский дипломат. Чрезвычайный и полномочный посол.

## Биография
Член КПСС. Окончил Факультет международных отношений Киевского государственного университета им. Т. Г. Шевченко (1951) и Академию общественных наук при ЦК КПСС, защитив кандидатскую диссертацию (1964).
- В 1965—1968 годах — сотрудник посольства СССР в Канаде.
- В 1968—1973 годах — заместитель министра иностранных дел Украинской ССР.
- В 1973—1979 годах — постоянный представитель УССР при ООН.
- В 1979—1980 годах — заместитель министра иностранных дел УССР.
- С 18 ноября 1980 по 28 декабря 1984 года — министр иностранных дел УССР.
- В 1984—1988 годах — старший научный сотрудник Института истории АН Украины.

Член ЦК Компартии Украины (1981—1985). Депутат Верховного Совета Украинской ССР 10-го созыва. Делегат XXVI съезда КПСС (1981).

## Награды
- Орден Трудового Красного Знамени;
- Орден Отечественной войны II степени;
- Орден Красной Звезды;
- Орден Дружбы народов;
- медали.